# Żukawiczy (obwód homelski)
Żukawiczy (biał. Жукавічы; ros. Жуковичи, Żukowiczi; pol. hist. Żukowicze, Żuki, ros. hist. Жуки, Żuki) – wieś na Białorusi, w obwodzie homelskim, w rejonie oktiabrskim, w sielsowiecie Łomowicze.

## Historia
W XIX i w początkach XX w. położone były w Rosji, w guberni mińskiej, w powiecie bobrujskim, w gminie Rudobiełka (Karpiłówka). Opisywane były wówczas jako miejscowość samotna, bez dróg.
Po I wojnie światowej pod administracją polską, w Zarządzie Cywilnym Ziem Wschodnich, w okręgu mińskim, w powiecie bobrujskim. W wyniku postanowień traktatu ryskiego znalazły się w granicach Związku Sowieckiego. Od 1991 w niepodległej Białorusi.